# Boulevard Kimber
Le boulevard Kimber est un boulevard surtout résidentiel de l'arrondissement Saint-Hubert de la ville de Longueuil sur la Rive-Sud de Montréal.

## Situation et accès
Le boulevard Kimber se divise en trois parties et la première débute à la rue Houde un peu au sud du boulevard Mountainview dans le secteur Brookline où elle se termine 2 kilomètres plus loin, soit à la rue Hampton un peu au nord de l'autoroute 30. La deuxième partie longue de 350 mètres débute à la rue de Kensington et se termine à la rue Lavoie. La troisième partie, la principale, est longue de 3,1 kilomètres débute comme prolongement du boulevard Julier-Bouthillier à partir de la rue Sidney (une rue au sud du boulevard Gaétan-Boucher) pour se terminer en cul-de-sac au nord de la rue Soucy dans le Parc industriel Pilon. Ce boulevard et son "frère" le boulevard Maricourt ont la particularité d'être séparés avec accès limités par la voie ferrée du Canadien National. Ces accès pour passer d'un côté à l'autre de la voie ferrée sont du sud au nord: Sud de la rue Roland, la rue Cornwall (piétons et cyclistes seulement), le boulevard Gaétan-Boucher (viaduc), mi-chemin entre la rue Rocheleau et la rue Paré (piétons et cyclistes seulement), la montée Saint-Hubert et la rue Soucy. 

## Origine du nom
Le boulevard Kimber aurait été nommé en l'honneur de Timothy Kimber, médecin de Chambly au XIXe siècle.

## Historique
Il était autrefois appelé  « 11e Avenue ».